# Городище (Корюківський район)
Городи́ще — село в Україні, в Менській міській громаді Корюківського району Чернігівської області. Населення становить 970 осіб. Орган місцевого самоврядування — Менська міська рада.
До 2020 — у складі Менського району Чернігівської області. Органом місцевого самоврядування була Городищенська сільська рада.

## Історія
12 червня 2020 року, відповідно до розпорядження Кабінету Міністрів України № 730-р «Про визначення адміністративних центрів та затвердження територій територіальних громад Чернігівської області», увійшло до складу Менської міської громади.
17 липня 2020 року, в результаті адміністративно-територіальної реформи та ліквідації Менського району, село увійшло до складу Корюківського району.

## Населення

### Мова
Розподіл населення за рідною мовою за даними перепису 2001 року:
| Мова       | Кількість | Відсоток |
| ---------- | --------- | -------- |
| українська | 959       | 98.87%   |
| російська  | 8         | 0.82%    |
| білоруська | 3         | 0.31%    |
| Усього     | 970       | 100%     |

## Географія
Селом протікає річка Дягова, права притока Мени.

## Пам'ятки архітектури

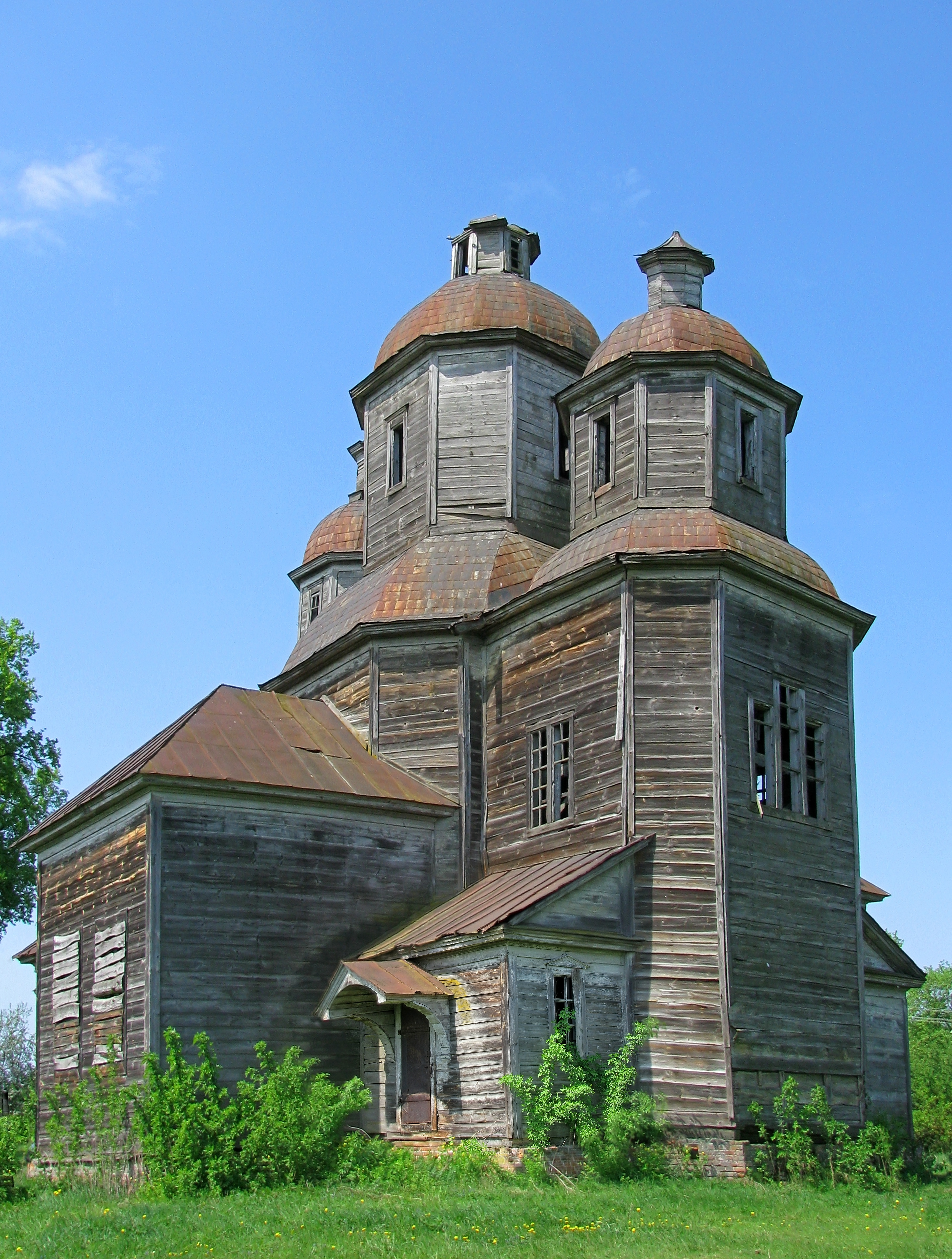
Миколаївська церква у 2009 році

У селі Городище було дві дерев'яні церкви: Миколаївська 1763 р. — видатна пам'ятка архітектури та Михайлівська церква XIX ст. Згідно зі спостереженнями Тетяни Турейської, для тих, хто розпитував про дорогу до церков: Миколаївська церква ідентифікувалася автохтонами як «недіюча і некрасива», натомість Михайлівська церква — «діюча і красива».
Рідкісна пам'ятка архітектури — тризубоподібна за формою Миколаївська церква багато років потребувала негайної реставрації із залученням музейних фахівців цієї справи.
Про цей унікальний дерев'яний тризубоподібний Миколаївський храм у селі Городищі розповідається в документальному фільмі телеканалу «Глас». У фільмі детально показано зовнішній та внутрішній вигляд цієї церкви.

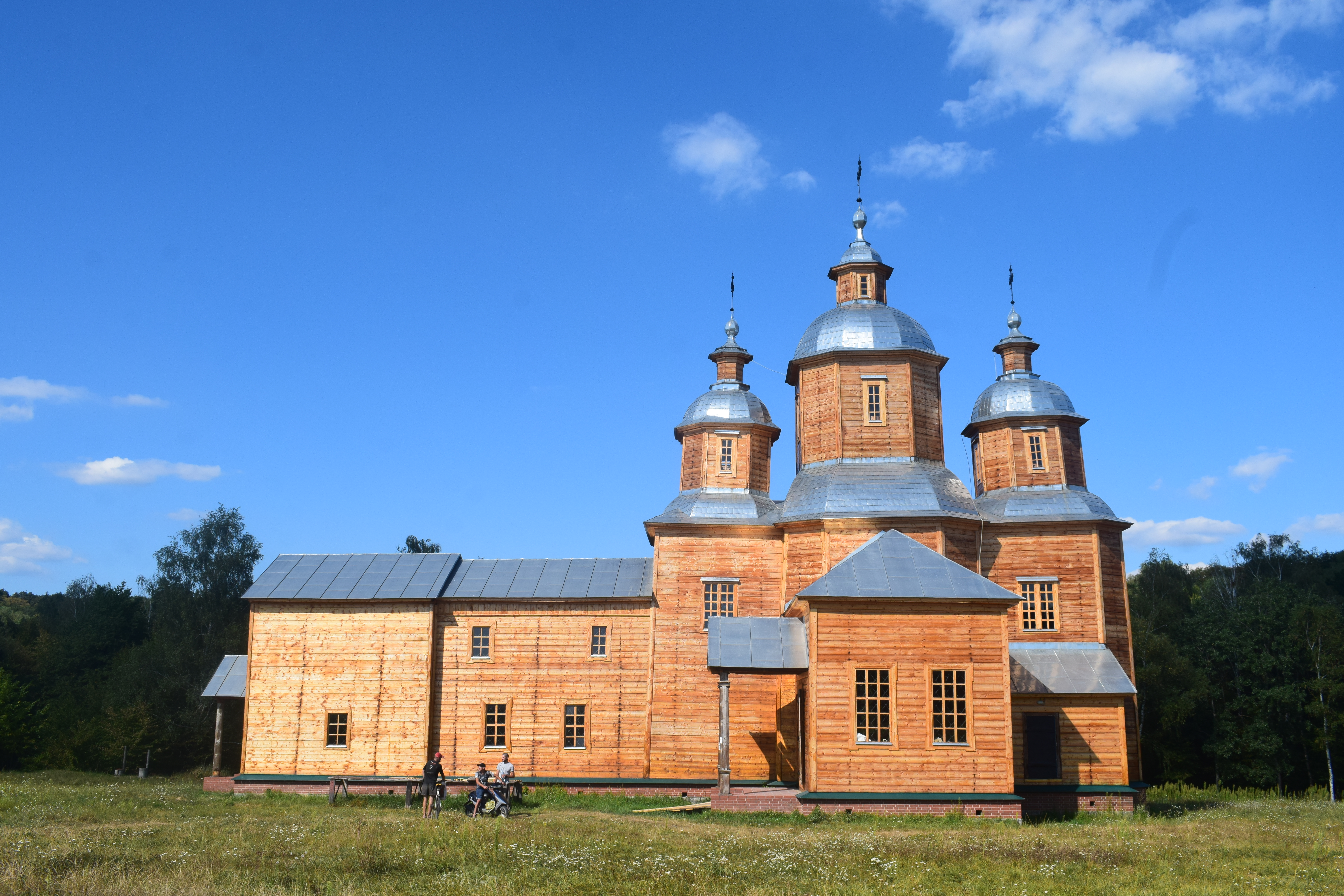
Миколаївська церква, перенесена і відновлена. Музей просто неба в Пирогові, 2020

Влітку 2016 року, з огляду на критичний стан, Миколаївську церкву було перенесено до Києва, у Національний музей народної архітектури та побуту України. 1 листопада 2016 року освячено закладення відбудови храму. 1 листопада 2017 року освячено хрести, а 2018 року завершено відбудову храму.

## Роди
У 1858 р. місцева козацька громада складалася з 1338 осіб, які належали до таких родів: Авраменко, Бобошка (?), Бойко, Веребей, Веретьонник, Вилупок, Висоцький, Вітушка, Войтіх, Горовий, Гречкасій, Гузь, Далинний (?), Даценко, Демченко, Довгий, Дяговець, Євтушенко, Збиранка, Івануха, Ігнатенко, Ільєнко, Ільяшенко, Каланда (?), Канадиба, Квач, Кисіль, Ківлицький, Ковбаса, Ковінька, Козел, Крицький, Куценко, Ладак, Ладан, Ладон (?), Лепявка, Литвинов, Луцик, Людний, Мартиненко, Мартинович, Маховський, Меховський, Милиця (?), Міщенко, Москаленко, Нестеренко, Носовець, Омельченко, Палій, Пасинченко, Піскун, Родимцова (удова), Рябчун, Савченко, Садовий, Сафоненко, Селех (?), Силенко, Сиротинець, Ситий, Сластьонник, Слісаренко, Сокол, Сушко, Таран, Тереб, Тимошенко, Трепачка, Тюпа, Фенек (?), Феньок, Філоненко, Харченко, Харченко-Потоцький, Холод, Циганок, Чика, Шакол, Шапошников, Шидловський, Шмагайло, Юсухно.

## Видатні люди
У Городищі народилися:
- Іваницька Ніна Лаврентіївна (нар. 1940) — мовознавець.
- Кістяківський Олександр Федорович (1833—1885) — вчений-криміналіст та історик права, діяч українського національного відродження, батько Володимира, Богдана та Ігоря Кістяківського.
- Ковбич Марія Ульянівна (1914—1943) — колгоспний механізатор і українська державна діячка. Депутат Верховної Ради УРСР першого скликання (1938–1943).
- Куц Михайло Тимофійович (1914—2005) — історик, громадський діяч, доктор історичних наук, професор.